# グッド・ラック・トゥ・ユー、レオ・グランデ
『グッド・ラック・トゥ・ユー、レオ・グランデ』（原題：Good Luck to You, Leo Grande）は2022年に公開されたアメリカ合衆国・イギリス合作のコメディ映画である。監督はソフィー・ハイド、主演はエマ・トンプソンが務めた。

## 概略
学校教員を定年まで勤めあげた後、ナンシー・ストークスはあることが気になり始めた。それは性行為でオーガズムに達したことが1回もないことであった。ナンシーがベッドを共にしたのは2年前に死別した夫だけで、その最中はいつも気持ちよくなっているふりをしていたのである。モヤモヤ感は日増しに強くなっていき、ナンシーは意を決して男娼を雇うことにした。
そうしてホテルにやって来た男娼、レオ・グランデはハンサムで感じのよい青年であった。ところが、いざ事に及ぼうとすると、ナンシーは緊張や恥じらいのためにオロオロしてしまう。レオはそんなナンシーを優しくリードしていくが、彼は彼で別の悩みを抱えていた。

## キャスト
- ナンシー・ストークス：エマ・トンプソン
- レオ・グランデ：ダリル・マコーミック
- ベッキー：イザベラ・ロックランド

## 製作・音楽
2020年10月27日、ソフィー・ハイド監督の新作映画にエマ・トンプソンが出演することになったと報じられた。2021年2月24日、ダリル・マコーミックがキャスト入りした。同年3月、本作の主要撮影がイギリスのノリッジで始まった。2022年1月3日、スティーヴン・レニックスが本作で使用される楽曲を手掛けるとの報道があった。6月17日、本作のサウンドトラックが発売された。
本作にはヌードシーンや性行為を行うシーンが多数存在するが、トンプソンとマコーミックはインティマシー・コーディネーターの起用を求めなかったという。その理由についてマコーミックは「お互いを知ることに最大限集中し、相手と一緒にいることが心地よい状態にまで至れたなら、自分たちだけで全てを演じきれると思った」と語っている。

## 公開・マーケティング
2021年10月11日、ライオンズゲートUKが本作の全英配給権を獲得したと報じられた。2022年1月22日、本作はサンダンス映画祭でプレミア上映された。26日、サーチライト・ピクチャーズが本作の全米配給権を購入し、Huluで配信する予定だとの報道があった。5月16日、本作のオフィシャル・トレイラーが公開された。

## 評価
本作は批評家から絶賛されている。映画批評集積サイトのRotten Tomatoesには221件のレビューがあり、批評家支持率は93%、平均点は10点満点で7.8点となっている。サイト側による批評家の見解の要約は「性の目覚めを描いた作品は少なくない。しかし、『グッド・ラック・トゥ・ユー、レオ・グランデ』を見れば、この題材からも新鮮味のある物語―しかも、とても面白い―を生み出せると分かる。」となっている。また、Metacriticには34件のレビューがあり、加重平均値は78/100となっている。
本作での演技が評価され、エマ・トンプソンは第80回ゴールデングローブ賞の主演女優賞 (ミュージカル・コメディ部門)にノミネートされた。